# Torneo Regional del Noroeste 2015
El Torneo Regional del Noroeste 2015 fue la décima séptima edición de la competición regional de rugby del noroeste argentino. Con clubes de la Unión de Rugby de Tucumán, Jujuy, Salta y Santiago del Estero en 3 categorías.
Tucumán Rugby se consagró campeón del torneo.

## Forma de disputa
Se jugó un Torneo de Clasificación, todos contra todos, entre 16 equipos donde los primeros 8 clasifican al Súper 8, mientras que los equipos restantes disputaron la Zona Clasificación.
Los 8 primeros equipos clasificados jugaron la Zona Campeonato (Súper 8) a una rueda todos contra todos. Los 4 primeros de la Zona Campeonato jugaron entre sí, a una rueda, con arrastre de puntos de la clasificación anterior, para definir el campeón del Torneo Regional 2015.

## Equipos
| Unión                      | Equipo               | Ciudad                |
| -------------------------- | -------------------- | --------------------- |
| Unión de Rugby de Tucumán  | Cardenales           | San Miguel de Tucumán |
| Unión de Rugby de Tucumán  | Universitario        | San Miguel de Tucumán |
| Unión de Rugby de Tucumán  | Bajo Hondo           | San Miguel de Tucumán |
| Unión de Rugby de Tucumán  | Huirapuca            | Concepción            |
| Unión de Rugby de Tucumán  | Jockey Club          | Yerba Buena           |
| Unión de Rugby de Tucumán  | Lince                | San Miguel de Tucumán |
| Unión de Rugby de Tucumán  | Tarcos               | San Miguel de Tucumán |
| Unión de Rugby de Tucumán  | Natación y Gimnasia  | San Miguel de Tucumán |
| Unión de Rugby de Tucumán  | Lawn Tennis          | San Miguel de Tucumán |
| Unión de Rugby de Tucumán  | Tucumán Rugby        | Yerba Buena           |
| Unión de Rugby de Salta    | Gimnasia y Tiro      | Salta                 |
| Unión de Rugby de Salta    | Jockey Club          | Salta                 |
| Unión de Rugby de Salta    | Tigres               | San Lorenzo           |
| Unión de Rugby de Salta    | Universitario        | Salta                 |
| Unión Santiagueña de Rugby | Old Lions            | Santiago del Estero   |
| Unión Santiagueña de Rugby | Santiago Lawn Tennis | Santiago del Estero   |

### Distribución geográfica de los equipos
| Jurisdicción                     | Cant. | Equipos |
| -------------------------------- | ----- | --- |
| Provincia de Tucumán             | 10    | Universitario, Lawn Tennis, Los Tarcos,Tucuman Rugby, Huirapuca, Cardenales, Lince, Natación y Gimnasia, Jockey Club y Bajo Hondo |
| Provincia de Salta               | 4     | Jockey Club, Universitario, Gimnasia y Tiro y Tigres                                                                              |
| Provincia de Santiago del Estero | 2     | Old Lions y Santiago Lawn Tennis                                                                                                  |

## Zona de clasificación

### Tabla de posiciones
| Pos. | Equipo               | Encuentros | Encuentros | Encuentros | Encuentros | Puntos |
| Pos. | Equipo               | PJ         | PG         | PE         | PP         | Puntos |
| ---- | -------------------- | ---------- | ---------- | ---------- | ---------- | ------ |
| 1.º  | Universitario        | 15         | 11         | 2          | 2          | 54     |
| 2.º  | Los Tarcos           | 15         | 11         | 2          | 2          | 54     |
| 3.º  | Tucuman Rugby        | 15         | 10         | 3          | 2          | 53     |
| 4.º  | Lawn Tennis          | 15         | 11         | 0          | 4          | 48     |
| 5.º  | Huirapuca            | 15         | 9          | 0          | 6          | 43     |
| 6.º  | Cardenales           | 15         | 8          | 3          | 4          | 43     |
| 7.º  | Jockey Club (S)      | 15         | 9          | 0          | 6          | 41     |
| 8.º  | Universitario (S)    | 15         | 8          | 1          | 6          | 41     |
| 9.º  | Lince                | 15         | 9          | 0          | 6          | 40     |
| 10.º | Natación y Gimnasia  | 15         | 6          | 1          | 8          | 32     |
| 11.º | Gimnasia y Tiro      | 15         | 6          | 0          | 9          | 29     |
| 12.º | Old Lions            | 15         | 5          | 0          | 10         | 26     |
| 13.º | Jockey Club (T)      | 15         | 5          | 0          | 10         | 24     |
| 14.º | Tigres               | 15         | 4          | 0          | 11         | 19     |
| 15.º | Santiago Lawn Tennis | 15         | 2          | 0          | 13         | 13     |
| 16.º | Bajo Hondo           | 15         | 0          | 0          | 15         | 0      |

|  | Clasificados al Súper 8              |
|  | Clasificados a Zona Clasificación II |

## Súper 8
| Pos. | Equipo            | Encuentros | Encuentros | Encuentros | Encuentros | Puntos |
| Pos. | Equipo            | PJ         | PG         | PE         | PP         | Puntos |
| ---- | ----------------- | ---------- | ---------- | ---------- | ---------- | ------ |
| 1.º  | Tucuman Rugby     | 7          | 7          | 0          | 0          | 29     |
| 2.º  | Universitario (T) | 7          | 5          | 0          | 2          | 22     |
| 3.º  | Cardenales        | 7          | 5          | 0          | 2          | 21     |
| 4.º  | Lawn Tennis       | 7          | 4          | 0          | 3          | 20     |
| 5.º  | Los Tarcos        | 7          | 3          | 0          | 4          | 17     |
| 6.º  | Jockey Club (S)   | 7          | 2          | 0          | 5          | 10     |
| 7.º  | Universitario (S) | 7          | 2          | 0          | 5          | 9      |
| 8.º  | Huirapuca         | 7          | 0          | 0          | 7          | 6      |

|  | Clasificados a la Copa de Oro   |
|  | Clasificados a la Copa de Plata |

## Copa Oro
| Equipos       | Encuentros | Encuentros | Encuentros | Encuentros | Pts. Bonus | Puntos |
| Equipos       | PJ         | PG         | PE         | PP         | Pts. Bonus | Puntos |
| ------------- | ---------- | ---------- | ---------- | ---------- | ---------- | ------ |
| Tucumán Rugby | 3          | 2          | 0          | 1          | 0          | 37     |
| Universitario | 3          | 2          | 0          | 1          | 1          | 31     |
| Lawn Tennis   | 3          | 2          | 0          | 1          | 0          | 28     |
| Cardenales    | 3          | 0          | 0          | 3          | 1          | 22     |
| Campeón Tucumán Rugby |